# Steve Powell
Steve Powell (Derby, 20 settembre 1955) è un ex calciatore e allenatore di calcio inglese, di ruolo difensore.

## Palmarès

### Giocatore

#### Competizioni nazionali
- Campionato inglese: 2

Derby County: 1971-1972, 1974-1975
- Community Shield: 1

Derby County: 1975

#### Competizioni internazionali
- Texaco Cup: 1

Derby County: 1972